# Ambassis urotaenia
Ambassis urotaenia ist ein Fisch aus der Familie der Glasbarsche (Ambassidae) der im küstennahen Indopazifik weit verbreitet ist. Sein Verbreitungsgebiet reicht von den Inseln des westlichen Indischen Ozeans (Madagaskar, Seychellen und Réunion) über die Küsten Indiens bis zu den Philippinen, Fidschi und den Karolinen, nördlich bis zur Sagami-Bucht in Zentraljapan. An der Küste Ostafrikas fehlt die Art.

## Merkmale
Ambassis urotaenia wird 14 cm lang. Die Körperhöhe beträgt 35,1 bis 39 % der Standardlänge, die Kopflänge 34,1 bis 38,8 % der Standardlänge. Das Maul ist stark oberständig. Der Körper ist transparent und silbrig bis rauchgrau. Auf der Mitte der Körperseiten verläuft ein silbriges Band. Die Kopfunterseite, die Membran zwischen dem zweiten und dritten Rückenflossenstrahl, die Ränder der Schuppen auf dem Rücken und die Basen von Rücken- und Afterflosse sind schwarz. Beide Loben der gegabelten Schwanzflosse haben je einen gelben Streifen. Die Seitenlinie ist durchgehend. Der Hinterrand des Praeoperculare ist bei sehr großen Exemplaren gesägt, ansonsten glatt, das Interoperculare bei Fischen, die kleiner als 6 cm sind, glatt, bei größeren sind 2 bis 7 dünne Stacheln vorhanden.
- Flossenformel: Dorsale 1 VII/9-10, Dorsale 2 I/9-10, Anale III/9-10, Pectorale 13-16.
- Kiemenrechen: 8-10+19-24.

## Lebensweise
Ambassis urotaenia lebt in Brackwassergebieten in Lagunen und in der Nähe von Flussmündungen und Mangroven, manchmal wandert er auch in die Oberläufe von Flüssen. Die Art ist schwarmbildend.